# Norrländska litteratursällskapet
Norrländska litteratursällskapet/Författarcentrum Norr är en förening som grundades år 1957 på Medlefors folkhögskola, där författare samarbetar med andra litterärt intresserade för att främja litteraturen och det litterära skapandet i Norrland.
Föreningen arrangerar seminarier, uppläsningar och författarturnéer av olika slag, samt presenterar den norrländska litteraturen i den egna tidskriften Provins. I samband med sällskapets årliga sommarmöte utdelas Norrlands litteraturpris till föregående års bästa bok med norrländsk anknytning. Priset på 10 000 kr instiftades av sällskapet 1973 till författaren Arnold Rörlings minne, och hette fram till år 2008 Rörlingstipendiet.
Föreningen vill också främja det litterära utbytet med de nordliga länen i Norge, Finland och Ryssland, den så kallade Barentsregionen, samt det svenskspråkiga Österbotten.